# Netznutzungsentgelt
Die Netznutzungsentgelte oder kurz Netzentgelte sind im liberalisierten Energiemarkt Entgelte, die Strom- und Gasnetzbetreiber für die Netznutzung zur Netzdurchleitung von den Netznutzern erheben.

## Hintergründe
Netznutzer sind in der Regel – vor allem bei Privatkunden – die Lieferanten, größere Industriekunden nutzen aber zunehmend das Netz selbst und bezahlen den Strom- bzw. Gasnetzbetreiber direkt. Alle Netzbetreiber in Deutschland haben ihre jeweils gültigen Netznutzungsentgelte im Internet zu veröffentlichen. Die Regularien über die Erhebung von Netznutzungsentgelten wurden in der Vergangenheit durch Verbändevereinbarungen geregelt und die Ausführung im zugehörigen Kommentarband des Verband der Netzbetreiber (VDN) beschrieben. Entsprechend Energiewirtschaftsgesetz (EnWG) wird die Ermittlung der Netznutzungsentgelte in der Stromnetzentgeltverordnung (StromNEV) und der Gasnetzentgeltverordnung (GasNEV) – beide in Kraft getreten am 29. Juli 2005 – geregelt.
Gemäß Energiewirtschaftsgesetz mussten die Netzbetreiber ihre Netznutzungsentgelte der Bundesnetzagentur erstmals zum 1. November 2005 zur Genehmigung vorlegen. Nach der Antragstellung hatte die Bundesnetzagentur sechs Monate Zeit zur Prüfung. Seit dem 1. Januar 2009 unterliegen die Netzentgelte zudem einer Anreizregulierung, die die Betreiber zu Kostensenkungen und Effizienzsteigerungen bewegen soll.

### Berechnungsgrundlagen
Gemäß § 21 Absatz 2 EnWG wird das Netznutzungsentgelt auf der Grundlage der Kosten einer Betriebsführung, die denen eines effizienten und strukturell vergleichbaren Netzbetreibers entsprechen müssen, unter Berücksichtigung von Anreizen für eine effiziente Leistungserbringung und einer angemessenen, wettbewerbsfähigen und risikoangepassten Verzinsung des eingesetzten Kapitals gebildet.
Die Berechnung der Netzentgelte erfolgt durch Festsetzung einer Erlösobergrenze für die betroffenen Netzbetreiber, welche die gesamten zulässigen Netzkosten und sonstigen Erlöse decken darf. Diese Obergrenze wird vor Beginn der Regulierungsperioden für jedes Jahr der kommenden Regulierungsperiode ermittelt, wobei eine Regulierungsperiode 5 Jahre dauert. Eine individuelle Anpassung der Erlösobergrenzen an die Preisentwicklung kann durch den Netzbetreiber vorgenommen werden. Ergeben sich darüber hinaus unvorhergesehene Änderungen, kann eine Anpassung beantragt werden, um unzumutbare Härten zu vermeiden. Auch die Regulierungsbehörde kann Anpassungen nach Qualitätskriterien vornehmen.
Die Erlösobergrenze wird bei den Unternehmen durch eine Kostenprüfung ermittelt. Die Daten müssen von einem Wirtschaftsprüfer bestätigt sein. Die Differenz zwischen Erlösobergrenze und tatsächlichem Erlös wird von der Bundesnetzagentur jährlich auf einem Regulierungskonto eingetragen. Übersteigen die tatsächlichen Erlöse die Obergrenze um fünf Prozent bei Gas und Strom, müssen unverzüglich Anpassungen der Netzentgelte vorgenommen werden.
Die Grundlage der Kostenrechnung baut auf den Bestimmungen der StromNEV bzw. GasNEV von 2005 auf. Außerdem fließen bei der Bewertung der Netzkosten auch die dauerhaft nicht beeinflussbaren Kostenanteile ein. Das sind u. a.: gesetzliche Vorgaben, Konzessionsabgaben, Betriebssteuern, vorgelagerte Netzebenen, bestimmte Investitionen, Mehrkosten für den Betrieb von Erdkabeln, betriebliche und tarifliche Vereinbarungen zu Lohnzusatz- und Versorgungsleistungen (soweit bis zum 31. Dezember 2016 entstanden und im Netzentgeltgenehmigungsverfahren der BNetzA anerkannt), Betriebsratstätigkeit (im Falle der gesetzlichen Kostenerstattungspflicht durch den Netzbetreiber), Verfahrensregelungen für den grenzüberschreitenden Stromhandel sowie für den Zugang zu den Erdgasfernleitungsnetzen.
Ändert sich die Versorgungsaufgabe eines Netzbetreibers, können jährlich Anpassungen der Erlösobergrenzen bei der Regulierungsbehörde beantragt werden. Faktoren sind hier: Fläche des Versorgungsgebiets, Anzahl der Anschluss- bzw. Ausspeisepunkte, Jahreshöchstlast, sonstige von der Regulierungsbehörde festgelegte Parameter.
Der Effizienzvergleich, den die Bundesnetzagentur vor jeder Regulierungsperiode durchführt, ergibt sich aus den Gesamtkosten des Netzbetriebs nach Abzug der nicht beeinflussbaren Kostenanteile. Dieses Kostenvolumen fließt einmal unternehmensindividuell und einmal standardisiert, um beispielsweise Effekte aus der Altersstruktur des Netzes zu neutralisieren, in die Effizienzwertermittlung ein. Zudem wird der Effizienzwert mit Hilfe von zwei verschiedenen Verfahren (DEA & SFA) ermittelt. Es ergeben sich vier Effizienzwerte (→ 2 Kostenbasen mit 2 Verfahren), aus denen der höchste Wert für den Netzbetreiber herangezogen wird. Dieser Effizienzwert wird in Prozent angegeben und darf 60 Prozent nicht unterschreiten. Beim Effizienzvergleich werden verschiedene gegebene Unterschiede bei den einzelnen Netzbetreibern berücksichtigt: Versorgungsaufgabe (siehe oben), geografische, geologische und topografische Merkmale, Leitungslänge.
Sind alle Daten ermittelt, wird die Erlösobergrenze in das Netzentgelt umgesetzt.

### Eigenkapitalverzinsung
Die Bundesnetzagentur legt für jede Regulierungsperiode einen Eigenkapitalzinssatz für die Netzbetreiber fest. Dieser hat Einfluss auf die Höhe des Netzentgeltes.
1. Regulierungsperiode (Gas: 2009–2012; Strom: 2009–2013): Für Neuanlagen in Höhe von 9,29 % und für Altanlagen von 7,56 % vor Körperschaftssteuer. Vorher waren die Eigenkapitalzinssätze für Neuanlagen durch den Verordnungsgeber in den Netzentgeltverordnungen festgelegt und lagen für Betreiber von Elektrizitätsversorgungsnetzen bei 7,91 % und für Betreiber von Gasversorgungsnetzen bei 9,21 %.
2. Regulierungsperiode (Gas: 2013–2017; Strom: 2014–2018): Für Neuanlagen in Höhe von 9,05 % und für Altanlagen von 7,14 % vor Steuer.
3. Regulierungsperiode (Gas: 2018–2022; Strom: 2019–2023): Für Neuanlagen in Höhe von 6,91 % und für Altanlagen von 5,12 % vor Steuer.
4. Regulierungsperiode (Gas: 2023–2027; Strom: 2024–2028): Für Neuanlagen in Höhe von 5,07 % und für Altanlagen von 3,51 % vor Steuer. Vor der Festlegung ist im Zusammenhang mit der Niedrigzinspolitik, den dauerhaft niedrigen Marktzinsen und steigenden Energiepreisen über die Höhe der Eigenkapitalzinssätze diskutiert worden. Der BDEW und VKU haben die Absenkung mit Blick auf die Investitionen in die Netzinfrastruktur kritisiert.[4] Ein Gutachten im Auftrag von Lichtblick und dem Bundesverband Neue Energiewirtschaft sah hingegen weiteres Einsparpotenzial.[5]

## Entwicklung der Netzentgelte
Die Höhe der Netzentgelte ist je nach Netzbetreiber und Region unterschiedlich.

### Stromnetz
Die höchsten Netznutzungsentgelte für die Nutzung des Stromnetzes gibt es im ländlichen Raum, vor allem in den nördlichen und den neuen Bundesländern. In dünnbesiedelten Regionen verteilen sich die Kosten auf weniger Nutzer. Die niedrigsten Entgelte werden überwiegend in den Stadtregionen der alten Bundesländer gezahlt, aber auch in einigen Städten der neuen Bundesländer. Die Investitionen in den Stromnetzausbau, die Kosten für Systemdienstleistungen, Kapazitätsreserve, Netzreserve, Sicherheitsbereitschaft und Redispatch im Zuge der Energiewende in Deutschland führen zu steigenden Strom-Netzentgelten. Die Verbraucherzentrale setzt sich für die Senkung einzelner Komponenten der Netzentgelte und für mehr Transparenz bei deren Berechnung ein.
Regionen mit viel erneuerbaren Energien haben höhere Netzentgelte. Da der Strom die ganze Bundesrepublik versorgt, gibt es seit 2023 politische Bestrebungen, die Netzkosten bundesweit gerechter zu verteilen. Ab 2025 werden Regionen, die besondere Kostenbelastungen durch den Ausbau der Stromerzeugung aus erneuerbaren Energien tragen, entlastet. Die Kosten, die durch die Entlastung einzelner Regionen entstehen, können bundesweit verteilt werden.
| Entwicklung des durchschnittlichen, mengengewichteten Nettonetzentgeltes (inkl. Messstellenbetrieb) für Haushaltskunden | Entwicklung des durchschnittlichen, mengengewichteten Nettonetzentgeltes (inkl. Messstellenbetrieb) für Haushaltskunden | Entwicklung des durchschnittlichen, mengengewichteten Nettonetzentgeltes (inkl. Messstellenbetrieb) für Haushaltskunden |
| Jahr | Ct/kWh | Ct/kWh |
| --- | --- | --- |
| 2013 | | 6,52 |
| 2014 | | 6,54 |
| 2015 | | 6,59 |
| 2016 | | 6,79 |
| 2017 | | 7,31 |
| 2018 | | 7,19 |
| 2019 | | 7,22 |
| 2020 | | 7,50 |
| 2021 | | 7,52 |
| 2022 | | 8,12 |
| 2023 | | 9,35 |
| 2024 | | 11,62 |
| | | |
| Quelle: Monitoringbericht 2024                                                                                          | | |

#### Übertragungsnetzentgelte
Die vier Übertragungsnetzbetreiber haben in ihrer Regelzone grundsätzlich einen unterschiedlichen Anteil am Netzentgelt. Mit dem Netzentgeltmodernisierungsgesetz von 2017 gab es die erste größere Anpassung der Entgeltregulierung an die geänderten Rahmenbedingungen. Damit verbunden ist auch die Verordnung zur schrittweisen Einführung bundeseinheitlicher Übertragungsnetzentgelte. Im Jahr 2023 lag dieses einheitlich bei 3,12 Cent pro Kilowattstunde. Als Teil der Strompreisbremse hat die Bundesregierung (Kabinett Scholz) die Übertragungsnetzentgelte im Jahr 2023 durch einen Zuschuss in Höhe von 12,84 Milliarden Euro auf dem Niveau des Jahres 2022 stabilisiert. Ohne Zuschuss stiegen die Übertragungsnetzentgelte für das Jahr 2024 auf 6,43 Cent pro Kilowattstunde.

#### Vermiedene Netznutzungsentgelte
Für die dezentrale Einspeisung elektrischer Energie, die verbrauchsnah ins Niederspannungs- oder ins Mittelspannungsnetz erfolgt, wurde vermutet, dass dem Netzbetreiber durch die dezentrale Einspeisung geringere Aufwendungen als bei Einspeisung aus Großkraftwerken entstehen. Dem lag die Annahme zu Grunde, dass die dezentral eingespeiste Energie nicht erst aus Großkraftwerken in Hochspannungsleitungen eingespeist und von dort in Mittelspannungs- und Niederspannungsnetze transformiert werden muss, bis der Endkunde den Strom abnimmt. Erstmals wurden im Jahr 1999 in der Verbändevereinbarung II Entgelte für vermiedene Netznutzung eingeführt und später in § 18 der StromNEV übernommen. Die betrifft zum Beispiel Anlagen mit Kraft-Wärme-Kopplung. Für EEG-Anlagen werden die vermiedenen Netzentgelte nicht ausgezahlt, sondern vom Netzbetreiber in das EEG-Konto eingezahlt, sie sind mit der EEG-Vergütung abgegolten. Im Jahr 2017 erreichte die Höhe der ausgezahlten vermiedenen Netzentgelte mit 2,5 Milliarden Euro ihren Höchstwert.
Inzwischen zeigt sich, dass die dezentrale Einspeisung von elektrischem Strom – insbesondere von Strom, zu dessen Erzeugung volatile Energiequellen, wie z. B. Sonne und Wind, genutzt wurden – keinen Netzausbau einspart, sondern für den Anschluss in lastschwachen Gebieten einen Netzausbau erst erforderlich macht. Zudem werden Fehlanreize gesetzt, einen Netzanschluss in einer möglichst niedrigen Spannungsebene und in Gebieten mit möglichst hohen Netzentgelten zu realisieren. Mit dem Netzentgeltmodernisierungsgesetz von 2017 wurde die Höhe der vermiedenen Netzentgelte ab dem 1. Januar 2018 auf den Stand 31. Dezember 2016 eingefroren. Für Anlagen mit volatiler Erzeugung wurden die vermiedenen Netzentgelte schrittweise bis zum 31. Dezember 2019 abgeschafft und dürfen seit dem 1. Januar 2020 nicht mehr gezahlt werden. Für andere bestehende oder bis zum 31. Dezember 2022 neu errichtete dezentrale Erzeugungsanlagen blieben sie weiterhin erhalten.

#### Offshore-Windparks
Seit dem 1. Januar 2019 sind Kosten für die Errichtung und den Betrieb der Anbindungsleitungen für Offshore-Windparks nicht mehr in den Netzentgelten enthalten. Diese werden in der Offshore-Netzumlage ermittelt und als gesonderter Betrag auf der Stromrechnung ausgewiesen.

### Gasnetz
| Entwicklung der Netzentgelte inklusive der Entgelte für Messung und Messstellenbetrieb für Haushaltskunden | Entwicklung der Netzentgelte inklusive der Entgelte für Messung und Messstellenbetrieb für Haushaltskunden | Entwicklung der Netzentgelte inklusive der Entgelte für Messung und Messstellenbetrieb für Haushaltskunden |
| Jahr | Ct/kWh | Ct/kWh |
| --- | --- | --- |
| 2012 | | 1,28 |
| 2013 | | 1,39 |
| 2014 | | 1,41 |
| 2015 | | 1,40 |
| 2016 | | 1,50 |
| 2017 | | 1,50 |
| 2018 | | 1,51 |
| 2019 | | 1,56 |
| 2020 | | 1,56 |
| 2021 | | 1,59 |
| 2022 | | 1,62 |
| 2023 | | 1,89 |
| 2024 | | 1,93 |
| | | |
| Quelle: Monitoringbericht 2024                                                                             | | |

Ohne nachfragebedingten Rückbau des Gasnetzes wird bis Anfang der 2040er-Jahre eine Steigerung der Netzentgelte um 1600 Prozent erwartet.